# Nicola Asuni
Nicola Asuni (Cagliari, 4 gennaio 1973) è un ex velocista italiano.

## Biografia
Nel 1997 Asuni ha vinto la medaglia d'oro nella staffetta 4×100 metri ai Giochi del Mediterraneo di Bari e nella Coppa Europa di Monaco di Baviera.
Nel 1998 ha vinto i Campionati italiani assoluti nella staffetta 4×100 m. Nel 1999 e nel 2000 ha vinto il Campionato italiano universitario nei 200 m.
Ha un personale di 10"36 nei 100 metri piani e di 20"99 nei 200 metri piani di cui detiene il record sardo. Detiene tuttora i record regionali sardi anche sulla staffetta 4×100 m (41"08 - Oristano, 1994 - Atletica Oristano: Crobu, Dore, Idda, Asuni), sugli 80 m (8"82 - Nuoro, 23 aprile 1994), e sui 150 m (15"48 - Nuoro, 13 aprile 1997).
Allenato da Francesco Marcello, ha vinto diversi titoli di livello nazionale ed internazionale stabilendo diversi record. Nel 2003 ha ricevuto dal CONI la Medaglia di Bronzo al Valore Sportivo per i risultati ottenuti in carriera.

## Palmarès
| Anno | Manifestazione          | Sede | Evento  | Risultato | Prestazione | Note              |
| ---- | ----------------------- | ---- | ------- | --------- | ----------- | ----------------- |
| 1997 | Giochi del Mediterraneo | Bari | 4×100 m | Oro       | 38"61       | Record dei Giochi |

## Altre competizioni internazionali
1997
- Oro in Coppa Europa ( Monaco di Baviera), 4×100 m - 38"80